# Vislovo
Vislovo (mađ. Somogyviszló) je selo u južnoj Mađarskoj.
Zauzima površinu od 12,63 km četvorna.

## Zemljopisni položaj
Nalazi se na 46° 7' sjeverne zemljopisne širine i 17° 46' istočne zemljopisne dužine. Rašađ je 3 km sjeverno, Laslov je 4 km sjeveroistočno, Suliman je 1,5 km sjeveroistočno, Možgov je 4,5 km istočno, Čerta je 2,5 km jugoistočno, Opat je 1 km južno, Bašalija i Pokloša su 4 km južno, Somogyhatvan je 3 km zapadno. Kilometar zapadno od sela se nalazi ribnjak.

## Upravna organizacija
Upravno pripada Sigetskoj mikroregiji u Baranjskoj županiji. Poštanski broj je 7922.

## Povijest
1329. se selo spominje pod imenom Wyzlou.

## Stanovništvo
Vislovo ima 272 stanovnika (2001.). Stanovnici su Mađari. Rimokatolika je preko 30%,  kalvinisti čine četvrtinu, a ostali se nisu izjasnili.

## Vanjske poveznice
- Vislovo na fallingrain.com